# Юзьков, Леонид Петрович
Леонид Петрович Юзьков (укр. Леонід Петрович Юзьков; 28 января 1938, с. Новоселица, Полонский район, Каменец-Подольская область, УССР — 2 марта 1995, Киев, Украина) — советский и украинский юрист и государственный деятель, председатель Конституционного суда Украины (1992—1995).

## Биография
Родился в крестьянской семье. После окончания Бердичевского педагогического училища работал учителем рисования.
В 1965 году окончил юридический факультет Киевского государственного университета им. Т. Г. Шевченко. В 1969 году защитил кандидатскую диссертацию на тему «Система исполнительно-распорядительных органов местных советов Украинской ССР и основные направления её совершенствования в современный период».
С 1967 по 1972 год — старший преподаватель кафедры государственного и административного права юридического факультета Киевского государственного университета им. Т. Г. Шевченко. С 1974 г. — доцент кафедры советского государственного строительства и права. В 1985 году защитил докторскую диссертацию на тему «Государственное управление в политической системе советского общества». В 1987 году ему было присвоено учёное звание профессора кафедры советского государственного строительства и права.
С июля по август 1990 года работал в Киевской высшей партийной школе при ЦК КПУ в должностях старшего преподавателя, доцента, профессора, заместителя заведующего и заведующего кафедрой советского государственного строительства и права. С сентября 1990 г. — профессора кафедры государственного и административного права юридического факультета КГУ им. Т. Г. Шевченко.
Заслуженный работник высшей школы Украинской ССР (1984). Автор свыше 200 научных трудов.
Входил в состав комиссии по разработке новой Конституции УССР (возглавлял рабочую группу этой комиссии), в группу научных экспертов по вопросам Союзного договора, в состав коллегии по вопросам правовой политики Государственной думы. Был разработчиком проекта Декларации о государственном суверенитете Украины. Работал главным научным консультантом Секретариата Верховной Рады Украины (1990—1992).
В июне 1992 года был утверждён на должность председателя Конституционного суда Украины, однако попытки избрать заместителя председателя и остальных судей оказались безрезультатными.
Был похоронен с государственными почестями на Байковом кладбище в Киеве.